# Сергеенко, Ульяна Викторовна
Улья́на Ви́кторовна Сергее́нко (род. 30 августа 1979 года, Усть-Каменогорск, Восточно-Казахстанская область, Казахская ССР, СССР) — российский модельер.

## Биография
Ульяна Сергеенко родилась 30 августа 1979 года в Усть-Каменогорске Восточно-Казахстанской области Казахской ССР в семье начальника керамического завода и учительницы английского языка. Училась в гимназии с гуманитарным уклоном.
После распада СССР вместе с родителями переехала в Санкт-Петербург, где окончила филологический факультет Санкт-Петербургского государственного университета.
С детства интересовавшаяся модой Ульяна вывела своё хобби на новый уровень, когда начала коллекционировать старинные и винтажные аксессуары и одежду: начиная от антикварных ювелирных украшений до советской школьной формы. В охоте за редкими экземплярами она часто посещала блошиные рынки и антикварные бутики, а также торги на крупных модных аукционах.

## Карьера
Модный Дом «Ulyana Sergeenko» был основан в Москве в 2011 году. В настоящее время бренд входит в состав парижского Синдиката Высокой моды, являясь единственной российской маркой, которая представляет коллекции в качестве официального участника Недели моды в Париже. Изделия под торговой маркой «Ulyana Sergeenko» (одежда, обувь, сумки и аксессуары) создаются в московском ателье. Одной из задач бренда является сохранение, развитие и популяризация традиционных русских техник. За годы существования Ульяна Сергеенко привлекла к созданию коллекций более 70-ти небольших мастерских и масштабных производств по всей России. В разное время в кутюрных коллекциях были использованы ростовская финифть и скань, кадомский вениз, различные техники вышивки, резьбы по дереву и стеклу. Важную роль в коллекциях из сезона в сезон занимают русские ткацкие традиции и техники вологодского и елецкого кружевоплетения.
11 мая 2021 года стало известно, что Федерация высокой моды в Париже впервые присвоила бренду из России — «Ulyana Sergeenko» — статус члена-корреспондента. Он позволяет Сергеенко принимать участие в голосовании за отбор кандидатов для участия в Неделе высокой моды в Париже.

## Личная жизнь
С 2008 года по 2013 год была замужем за российским миллиардером и бывшим президентом группы компаний «Росгосстрах» Данилом Хачатуровым.
У Ульяны двое детей: сын Александр от первого брака и дочь Василиса от брака с Данилом Хачатуровым.